# Telégrafo (náutica)

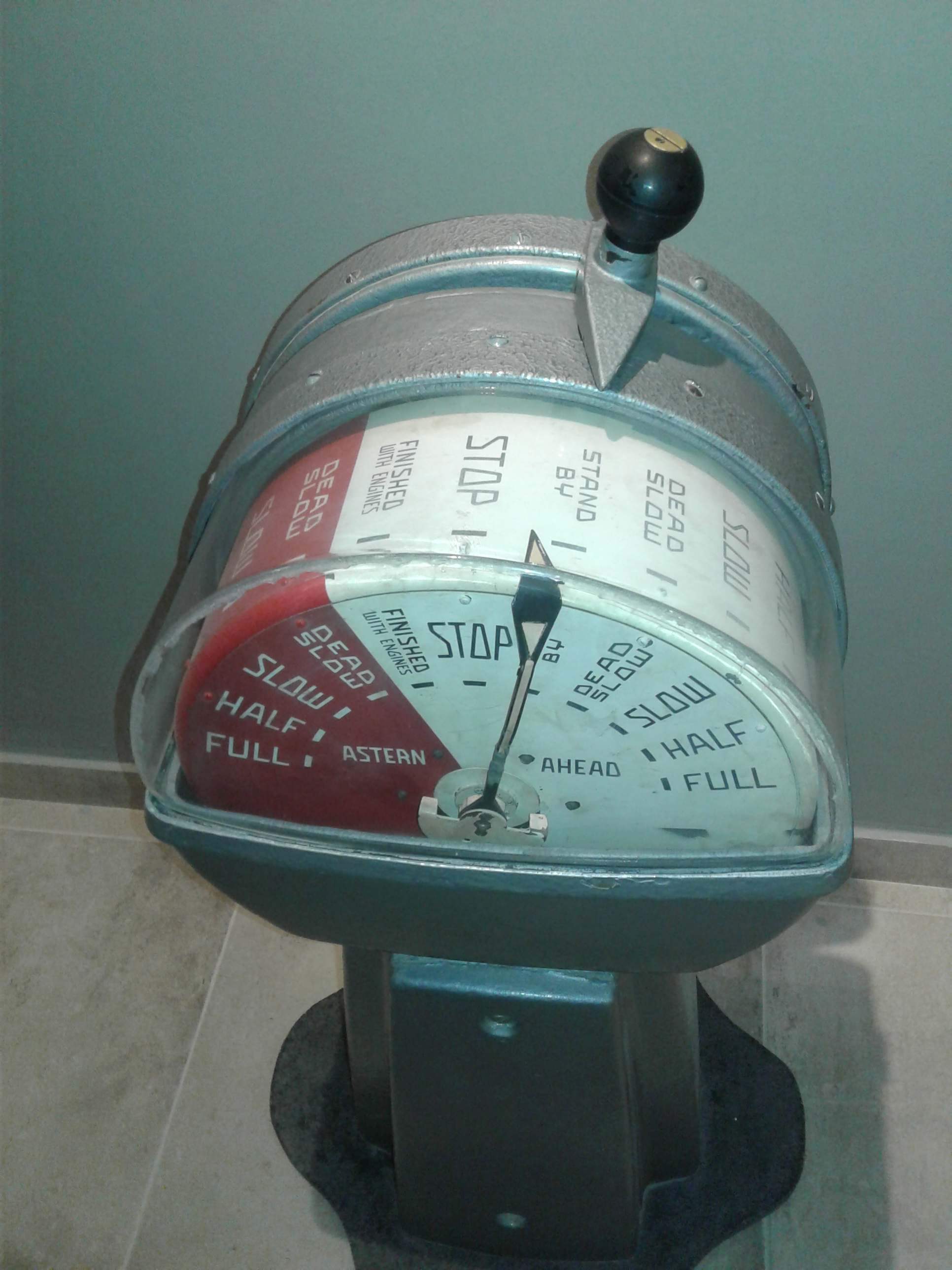
El telégrafo del puente de mando de un buque petrolero. Exhibido en el Museo Nacional del Petróleo.

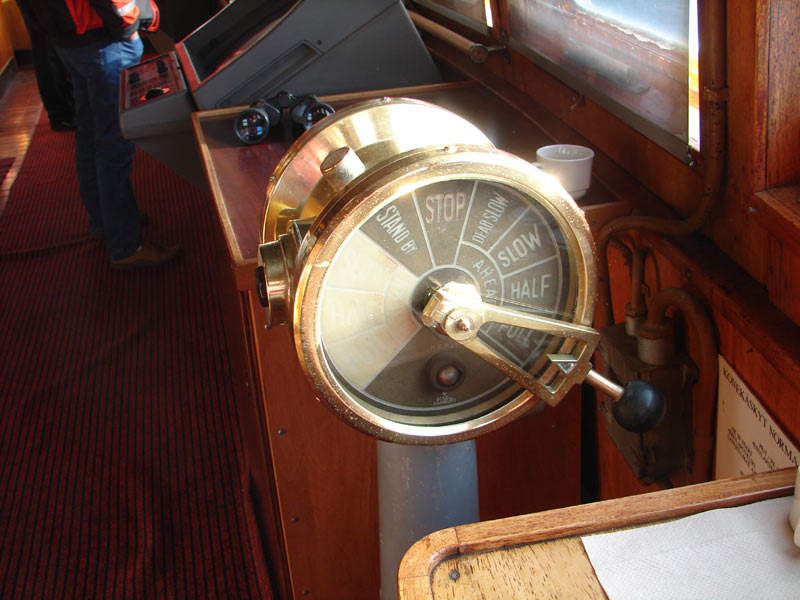
Telégrafo en el puente de mando (en inglés).

En náutica, el telégrafo de un buque, es un dispositivo instalado en el puente de mando con una réplica en la sala de máquinas o en cubierta, por medio del cual se transmiten órdenes y/o información entre ambos, seleccionando una a la vez de un conjunto de opciones preestablecidas.

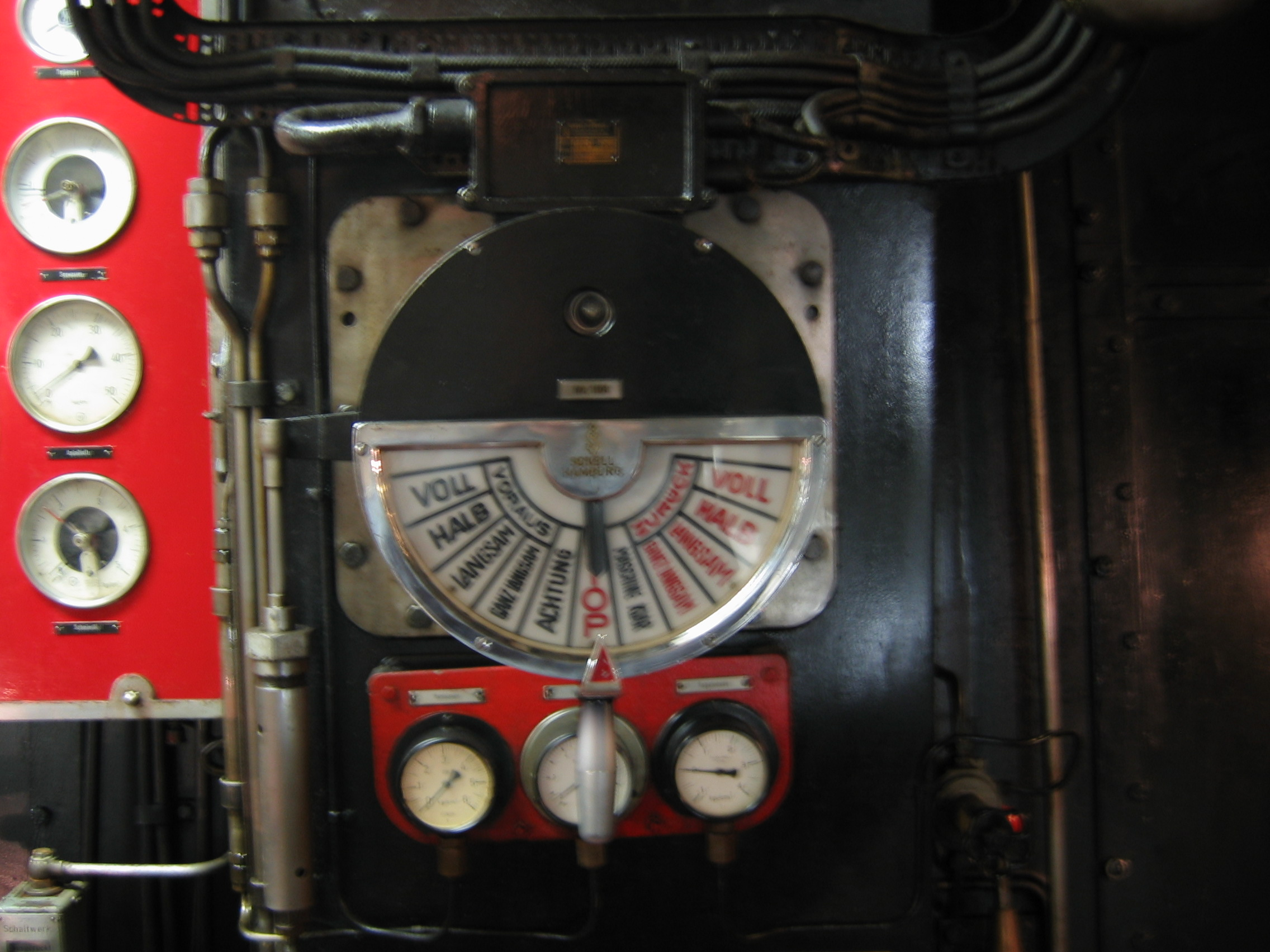
Telégrafo en el cuarto de máquinas (en alemán).

En las fotografías de la derecha se ven ambos extremos del sistema de telégrafo (aunque no del mismo buque).

## Descripción
Es una carcasa cilíndrica horizontal que tiene aberturas iguales radiales a su alrededor. Además, tiene una o las dos caras con dial dividido en sectores circulares marcados con nombres de grados de velocidad de marcha. Una carátula protege al dial, que puede tener o no en su borde, dos topes para que el indicador no pase de la zona con dial.
Su accionamiento lo forma uno o dos conjuntos de estos elementos unidos:
- indicador (sobre el dial) – eje (interno) – palanca (externa)

En este u otro orden de unión. Esto se debe a que el telégrafo puede servir para indicar a uno o dos motores, lo que cambia su orden.
Internamente, el eje tiene un engranaje que actúa sobre un balancín con un solo diente en su centro, con el cual lo rota y lo suelta cada vez que se pasa de un sector circular a otro contiguo del dial. Uno de los brazos del balancín empuja la cabeza (como de clavo) de una de dos varillas laterales (depende si es giro a la izquierda o derecha) que tiene resorte que se comprime. Cuando se suelta la varilla, el otro extremo que es de martillo, golpea un gong (concéntrico en la carcasa) que suena (campanada).
Además, el eje tiene uno o dos sprockets con cadenas de transmisión que salen por cualquiera de las aberturas del cilindro horizontal hacia el sproket de otro telégrafo, transmitiendo así la indicación de la velocidad seleccionada.
Los telégrafos de la cubierta principal tienen un pedestal hueco sujeto con pernos, para que pase la cadena, pero en sala de máquinas, la cadena de transmisión viene desde arriba, así que puede ser que no tenga pedestal y este sujeto a un elemento estructural del barco.

## Tipos
| Español      | Inglés    |
| Telégrafo    | Telegraph |
| ------------ | --------- |
| de Motor     | Engine    |
| de Dirección | Steering  |
| de Muelle    | Docking   |
| de Vigía     | Look out  |

| Español | Español                                        | Inglés | Inglés               |
| ------- | ---------------------------------------------- | ------ | -------------------- |
| Avante  | Toda                                           | Ahead  | Full                 |
| Avante  | Media                                          | Ahead  | Half                 |
| Avante  | Poca                                           | Ahead  | Slow                 |
| Avante  | Muy poca                                       | Ahead  | Dead slow            |
|         | Atención                                       |        | Stand by             |
|         | Para (Alto)                                    |        | Stop                 |
|         | Terminado con las máquinas (Listo de máquinas) |        | Finished with engine |
| Atrás   | Muy poca                                       | Astern | Dead slow            |
| Atrás   | Poca                                           | Astern | Slow                 |
| Atrás   | Media                                          | Astern | Half                 |
| Atrás   | Toda                                           | Astern | Full                 |

| Grados | Español  | Inglés    |
| ------ | -------- | --------- |
| 35     |          | Hard      |
| 25     | Babor    | Port      |
| 15     | Estable  | Steady    |
| 5      | En curso | Course    |
| 5      |          | Amidship  |
| 15     | Estable  | Steady    |
| 25     | Estribor | Starboard |
| 35     |          | Hard      |

## Funcionamiento
El capitán, oficial en guardia, piloto o vigía, acciona el mecanismo seleccionando con la palanca indicadora, una posición de las opciones en el dial, esto hace sonar una campanada por cada sector circular pasado hasta llegar al requerido, en uno y otro telégrafos comunicados. Quien recibe el mensaje mueve la palanca hasta el final del dial y la regresa a la posición recibida, esto hace que suene tantas campanadas como sectores circulares se pasan de ida y regreso, indicándole a quien envió el mensaje que éste fue recibido e interpretado correctamente.

## Historia
Este mecanismo fue muy eficaz en épocas en que no había comunicación interna por voz entre diferentes partes de un buque y además debido a la tecnología, los motores se manejaban directamente desde las salas de máquina de las naves y no desde el puente. Hoy en día, la planta motriz de los buques modernos se manda y controla directamente desde el puente pero por tradición se sigue denominando al sistema de mando a distancia de igual modo y se mantiene, aunque en forma más sofisticada la forma del antiguo telégrafo.
| Fabricante                                             | Lugar                                               | País           |
| ------------------------------------------------------ | --------------------------------------------------- | -------------- |
| A. Robinson & Co. Ltd.                                 | Liverpool & Glasgow                                 | Reino Unido    |
| Brelco                                                 | Co. 55 Vandam St., N.Y.                             | Estados Unidos |
| Chadburns                                              | Liverpool & London                                  | Reino Unido    |
| Chas. Cory & Son Patentees                             | New York                                            | Estados Unidos |
| Cia. Euskalduna                                        | Bilbao                                              | España         |
| Durkee Marine Products Corp.                           | Staten Island, N.Y.                                 | Estados Unidos |
| Factoría Naval Barreras                                | Vigo                                                | España         |
| Factorias Volcano Enrique Lorenzo y Cia. S.A.          | Vigo                                                | España         |
| Fritz Hecht Schiffstelegrafenfabrik                    | Kiel                                                | Alemania       |
| Gilnavi S.p.A.                                         | Genova                                              | Italia         |
| H. A. Wilkens & Co                                     | Bremerhaven                                         | Alemania       |
| H. Maihak                                              | Hamburg                                             | Alemania       |
| Honorio Florez Construcciones Metálicas                | Gijón                                               | España         |
| J. Carraios C. Suc.res                                 | Lisboa                                              | Portugal       |
| Jos Harper & Son Co.                                   | New York, N.Y.                                      | Estados Unidos |
| Kirk Habicht Co.                                       | Baltimore, Maryland                                 | Estados Unidos |
| Lobnitz & Co. Ltd.                                     | Renfrew                                             | Reino Unido    |
| Mechans Limited                                        | Scotsoun – Glasgow                                  | Reino Unido    |
| Naviera Aznar, S.A.                                    | Bilbao                                              | España         |
| Nippon Zosenkikai Co. Ltd.                             | Tokio                                               | Japón          |
| P. Freire, J.A. Construcciones Navales                 | Vigo                                                | España         |
| Peters & Bey                                           | Hamburg                                             | Alemania       |
| Ship Telegraph Coy Ltd.                                | Liverpool – Glasgow – New Castle – Belfast – London | Reino Unido    |
| Siemens Brothers of London Ship’s Brass                |                                                     | Reino Unido    |
| Simpson Lawrence Ltd.                                  | Glasgow, Scotland                                   | Reino Unido    |
| Swan, Hunter & Wigham Richardson Limited Neptune Works | New Castle on Tyne                                  | Reino Unido    |

## Nota
1. ↑  Organización Marítima Internacional (2002). VIGÉSIMO SEGUNDO PERIODO DE SESIONES 2001 (resoluciones 902-935). IMO Publishing. pp. 165-. ISBN 978-92-801-3560-2. Consultado el 15 de noviembre de 2011.